# Люберці І
Люберці I (рос. Люберцы I) — вузлова залізнична станція Казанського і Рязанського напрямків Московської залізниці, у складі лінії МЦД-3, у місті Люберці Московської області. Станція була відкрита при спорудженні залізниці в 1862 році. За основним використанням є вантажною, за обсягом роботи віднесена до 1 класу.
Після станції Люберці I залізнична лінія розділяється: на схід прямують колії Казанського (на Черусті, Муром, Арзамас), а на південний схід — Рязанського (на Раменське, Голутвін, Рязань) напрямків. До станції Раменське прокладена чотириколійна дільниця від Москви-пас.-Казанської, в той час як дільниця Люберці — Черусті є двоколійною.
Станція має чотири пасажирські платформи. Платформи сполучені критим мостом.
Час в дорозі до Москви на простий електричці - 33-35 хвилин, на «Супутнику» - 20-22 хвилини.
Станція Люберці I є однією з найбільш завантажених на Московській залізниці. Особливо гостро це відчувається в ранкові та вечірні години пік. На станції два кордони турнікетів: перший при виході на Жовтневий проспект або Ініціативну вулицю. Другий - на платформі для «Спутников». Перехід через залізницю здійснюється по підземному переходу, який не має виходів на платформу.
Колишня станція Панки знаходиться в межах станції Люберці I, парк Панки.
Від станції відходить тупикова лінія до міста Дзержинський. На ній знаходяться парк Мальчики (колишня самостійна станція), станція Яничкіно, колишня станція/платформа Дзержинська. Від парку Мальчики відгалужується промислова лінія на Литкаріно з під'їзними коліями до ряду підприємств (у тому числі на Московський нафтопереробний завод, ТЕЦ-22).